# Ausztria az 1960. évi nyári olimpiai játékokon
Ausztria az olaszországi Rómában megrendezett 1960. évi nyári olimpiai játékok egyik részt vevő nemzete volt. Az országot az olimpián 15 sportágban 103 sportoló képviselte, akik összesen 2 érmet szereztek.

## Érmesek
| Érem  | Versenyző                       | Sportág       | Versenyszám                          |
| ----- | ------------------------------- | ------------- | ------------------------------------ |
| Arany | Hubert Hammerer                 | Sportlövészet | Férfi szabadpuska, összetett (300 m) |
| Ezüst | Josef Kloimstein Alfred Sageder | Evezés        | Férfi kormányos nélküli kettes       |

## Atlétika
Férfi
| Versenyző     | Versenyszám | Előfutam | Előfutam | Negyeddöntő | Negyeddöntő | Elődöntő | Elődöntő | Döntő     | Döntő    |         |
| Versenyző     | Versenyszám | Idő      | Hely.    | Idő         | Hely.       | Idő      | Hely.    | Idő       | Helyezés |         |
| ------------- | ----------- | -------- | -------- | ----------- | ----------- | -------- | -------- | --------- | -------- | ------- |
| Elmar Kunauer | 100 m       | 11,0     | 4.       | kiesett     | kiesett     | kiesett  | kiesett  | kiesett   | kiesett  |         |
| Elmar Kunauer | 200 m       | 22,2     | 5.       | kiesett     | kiesett     | kiesett  | kiesett  | kiesett   | kiesett  |         |
| Rudolf Klaban | 800 m       | 1:50,8   | 2.       | 1:50,2      | 4.          | kiesett  | kiesett  | kiesett   | kiesett  | kiesett |
| Rudolf Klaban | 1500 m      | 3:47,1   | 7.       |             |             |          |          | kiesett   | kiesett  |         |
| Dolfi Gruber  | Maraton     |          |          |             |             |          |          | 2:37:40,0 | 52.      |         |

| Versenyző     | Versenyszám   | Selejtező | Selejtező | Döntő    | Döntő    |
| Versenyző     | Versenyszám   | Eredmény  | Helyezés  | Eredmény | Helyezés |
| ------------- | ------------- | --------- | --------- | -------- | -------- |
| Helmut Donner | Magasugrás    | 195 cm    | =22.      | kiesett  | kiesett  |
| Heinrich Thun | Kalapácsvetés | 62,73 m   | 6.        | 63,53 m  | 9.       |

| Versenyző      | Versenyszám | 100 m | 100 m | Távolugrás | Távolugrás | Súlylökés | Súlylökés | Magasugrás | Magasugrás | 400 m | 400 m | 110 m gát | 110 m gát | Diszkoszvetés | Diszkoszvetés | Rúdugrás | Rúdugrás | Gerelyhajítás | Gerelyhajítás | 1500 m | 1500 m | Végeredmény | Végeredmény |
| Versenyző      | Versenyszám | Idő   | Pont  | Eredmény   | Pont       | Eredmény  | Pont      | Eredmény   | Pont       | Idő   | Pont  | Idő       | Pont      | Eredmény      | Pont          | Eredmény | Pont     | Eredmény      | Pont          | Idő    | Pont   | Pont        | Helyezés    |
| -------------- | ----------- | ----- | ----- | ---------- | ---------- | --------- | --------- | ---------- | ---------- | ----- | ----- | --------- | --------- | ------------- | ------------- | -------- | -------- | ------------- | ------------- | ------ | ------ | ----------- | ----------- |
| Hans Muchitsch | Tízpróba    | 11,5  | 737   | 714 cm     | 832        | 11,07 m   | 505       | 180 cm     | 770        | 51,3  | 751   | 15,8      | 632       | 31,79 m       | 418           | 320 cm   | 400      | 38,44 m       | 330           | 4:23,3 | 575    | 5950        | 17.         |

Női
| Versenyző      | Versenyszám | Előfutam | Előfutam | Elődöntő | Elődöntő | Döntő   | Döntő    |
| Versenyző      | Versenyszám | Idő      | Hely.    | Idő      | Hely.    | Idő     | Helyezés |
| -------------- | ----------- | -------- | -------- | -------- | -------- | ------- | -------- |
| Friedl Murauer | 80 m gát    | 11,9     | 5.       | kiesett  | kiesett  | kiesett | kiesett  |

| Versenyző        | Versenyszám   | Selejtező | Selejtező | Döntő    | Döntő    |
| Versenyző        | Versenyszám   | Eredmény  | Helyezés  | Eredmény | Helyezés |
| ---------------- | ------------- | --------- | --------- | -------- | -------- |
| Dorli Hofrichter | Diszkoszvetés | 44,94 m   | 16.       | kiesett  | kiesett  |
| Erika Strasser   | Gerelyhajítás | 43,80 m   | 17.       | kiesett  | kiesett  |

## Birkózás
Kötöttfogású
| Versenyző             | Versenyszám | 1. forduló                         | 1. forduló | 1. forduló | 2. forduló                          | 2. forduló | 2. forduló | 3. forduló                    | 3. forduló | 3. forduló | 4. forduló                       | 4. forduló | 4. forduló | 5. forduló        | 5. forduló | 5. forduló | 6. forduló        | 6. forduló | 6. forduló | Döntő             | Döntő   | Döntő   | Helyezés |
| Versenyző             | Versenyszám | Ellenfél Eredmény                  | Pont       | Hely.      | Ellenfél Eredmény                   | Pont       | Hely.      | Ellenfél Eredmény             | Pont       | Hely.      | Ellenfél Eredmény                | Pont       | Hely.      | Ellenfél Eredmény | Pont       | Hely.      | Ellenfél Eredmény | Pont       | Hely.      | Ellenfél Eredmény | Pont    | Hely.   | Helyezés |
| --------------------- | ----------- | ---------------------------------- | ---------- | ---------- | ----------------------------------- | ---------- | ---------- | ----------------------------- | ---------- | ---------- | -------------------------------- | ---------- | ---------- | ----------------- | ---------- | ---------- | ----------------- | ---------- | ---------- | ----------------- | ------- | ------- | -------- |
| Werner Hartmann       | 52 kg       | Franz Burkhard (SUI) · kétvállas   | 4          | =16.       | Bengt Frännfors (SWE) · kétvállas   | 8          | =17.       | kiesett                       | kiesett    | kiesett    | kiesett                          | kiesett    | kiesett    |                   |            |            |                   |            |            | kiesett           | kiesett | kiesett | 17.      |
| Franz Brunner         | 57 kg       | Mikhail Theodoropoulos (GRE) · 1-3 | 1          | =6.        | Edvin Vesterby (SWE) · 3-1          | 4          | =13.       | Jiří Švec (TCH) · 3-1         | 7          | =13.       | kiesett                          | kiesett    | kiesett    | kiesett           | kiesett    | kiesett    |                   |            |            | kiesett           | kiesett | kiesett | 13.      |
| Johann Marte          | 62 kg       | Konsztantyin Virupajev (URS) · 2-2 | 2          | =13.       | Umberto Trippa (ITA) · 3-1          | 5          | =17.       | Roger Mannhard (FRA) · 1-3    | 6          | =11.       | kiesett                          | kiesett    | kiesett    | kiesett           | kiesett    | kiesett    | kiesett           | kiesett    | kiesett    | kiesett           | kiesett | kiesett | 11.      |
| Bartl Brötzner        | 67 kg       | Leo Piek (NED) · 1-3               | 1          | =3.        | Adil Güngör (TUR) · 2-2             | 3          | =5.        | Roger Skauen (NOR) · 2-2      | 5          | =8.        | Branislav Martinović (YUG) · 3-1 | 8          | =12.       | kiesett           | kiesett    | kiesett    |                   |            |            | kiesett           | kiesett | kiesett | 12.      |
| Franz Berger          | 73 kg       | Juan Rolón (ARG) · 1-3             | 1          | =5.        | Mithat Bayrak (TUR) · kétvállas     | 5          | =18.       | Al-Sayd Rifa’i (RAU) · 1-3    | 6          | =12.       | kiesett                          | kiesett    | kiesett    | kiesett           | kiesett    | kiesett    | kiesett           | kiesett    | kiesett    | kiesett           | kiesett | kiesett | 12.      |
| Helmut Längle         | 79 kg       | Yacoub Romanos (LIB) · kétvállas   | 4          | =20.       | Russell Camilleri (USA) · kétvállas | 8          | =21.       | kiesett                       | kiesett    | kiesett    | kiesett                          | kiesett    | kiesett    | kiesett           | kiesett    | kiesett    | kiesett           | kiesett    | kiesett    | kiesett           | kiesett | kiesett | 21.      |
| Eugen Wiesberger, Jr. | 87 kg       | Maurice Jacquel (FRA) · 1-3        | 1          | =4.        | Shunta Ishikura (JPN) · 1-3         | 2          | =2.        | Gheorghe Popovici (ROU) · 3-1 | 5          | =7.        | Krali Bimbalov (BUL) · 3-1       | 8          | =7.        | kiesett           | kiesett    | kiesett    |                   |            |            | kiesett           | kiesett | kiesett | 8.       |

Szabadfogású
| Versenyző    | Versenyszám | 1. forduló                       | 1. forduló | 1. forduló | 2. forduló                           | 2. forduló | 2. forduló | 3. forduló                     | 3. forduló | 3. forduló | 4. forduló        | 4. forduló | 4. forduló | 5. forduló        | 5. forduló | 5. forduló | 6. forduló        | 6. forduló | 6. forduló | Döntő             | Döntő   | Döntő   | Helyezés |
| Versenyző    | Versenyszám | Ellenfél Eredmény                | Pont       | Hely.      | Ellenfél Eredmény                    | Pont       | Hely.      | Ellenfél Eredmény              | Pont       | Hely.      | Ellenfél Eredmény | Pont       | Hely.      | Ellenfél Eredmény | Pont       | Hely.      | Ellenfél Eredmény | Pont       | Hely.      | Ellenfél Eredmény | Pont    | Hely.   | Helyezés |
| ------------ | ----------- | -------------------------------- | ---------- | ---------- | ------------------------------------ | ---------- | ---------- | ------------------------------ | ---------- | ---------- | ----------------- | ---------- | ---------- | ----------------- | ---------- | ---------- | ----------------- | ---------- | ---------- | ----------------- | ------- | ------- | -------- |
| Johann Marte | 62 kg       | Samuel Parker (AUS) · 1-3        | 1          | =10.       | Mustafa Dağıstanlı (TUR) · kétvállas | 5          | =16.       | Joseph Mewis (BEL) · kétvállas | 9          | =16.       | kiesett           | kiesett    | kiesett    | kiesett           | kiesett    | kiesett    | kiesett           | kiesett    | kiesett    | kiesett           | kiesett | kiesett | 16.      |
| Franz Berger | 73 kg       | Coenraad de Villiers (RSA) · 3-1 | 3          | =13.       | Yutaka Kaneko (JPN) · kétvállas      | 7          | =19.       | kiesett                        | kiesett    | kiesett    | kiesett           | kiesett    | kiesett    | kiesett           | kiesett    | kiesett    |                   |            |            | kiesett           | kiesett | kiesett | 19.      |

## Evezés
| Versenyző                                                                                              | Versenyszám              | Előfutam | Előfutam | Vigaszág | Vigaszág | Elődöntő | Elődöntő | Döntő   | Döntő   | Helyezés    |
| Versenyző                                                                                              | Versenyszám              | Idő      | Hely.    | Idő      | Hely.    | Idő      | Hely.    | Idő     | Hely.   | Helyezés    |
| --- | ------------------------ | -------- | -------- | -------- | -------- | -------- | -------- | ------- | ------- | ----------- |
| Horst Fink                                                                                             | Egypárevezős             | 7:43,53  | 3.       | 7:47,09  | 3.       |          |          | kiesett | kiesett | helyezetlen |
| Gottfried Dittrich Adolf Löblich                                                                       | Kétpárevezős             | 7:18,13  | 3.       | 7:15,63  | 4.       |          |          | kiesett | kiesett | helyezetlen |
| Alfred Sageder Josef Kloimstein                                                                        | Kormányos nélküli kettes | 7:06,95  | 2.       | 7:20,48  | 1.       | 7:30,10  | 1.       | 7:03,69 | 2.      |             |
| Dieter Ebner Helmuth Kuttelwascher Horst Kuttelwascher Dieter Losert Wolfdietrich Traugott (kormányos) | Kormányos négyes         | 6:42,33  | 2.       | 6:41,09  | 1.       | 7:06,85  | 4.       | kiesett | kiesett | helyezetlen |

## Kajak-kenu
Férfi
| Versenyző                                                         | Versenyszám           | Előfutam | Előfutam | Vigaszág | Vigaszág | Elődöntő | Elődöntő | Döntő   | Döntő    |
| Versenyző                                                         | Versenyszám           | Idő      | Hely.    | Idő      | Hely.    | Idő      | Hely.    | Idő     | Helyezés |
| ----------------------------------------------------------------- | --------------------- | -------- | -------- | -------- | -------- | -------- | -------- | ------- | -------- |
| Herbert Wiedermann                                                | Kajak egyes 1000 m    | 4:15,71  | 6.       | 4:13,73  | 2.       | 4:17,45  | 6.       | kiesett | kiesett  |
| Helmut Holzschuster Franz Wolf                                    | Kajak kettes 1000 m   | 3:49,37  | 5.       | 3:53,48  | 3.       | 3:54,46  | 5.       | kiesett | kiesett  |
| Walter Buchgraber Hermann Salzner Karl Leitner Herbert Wiedermann | Kajak váltó 4 × 500 m | 8:20,16  | 3.       | 8:23,90  | 3.       | kiesett  | kiesett  | kiesett | kiesett  |
| Kurt Liebhart Herwig Dirnböck                                     | Kenu kettes 1000 m    | 4:42,43  | 3.       | erőnyerő | erőnyerő |          |          | 4:43,70 | 9.       |

Női
| Versenyző                                  | Versenyszám        | Előfutam | Előfutam | Vigaszág | Vigaszág | Döntő   | Döntő    |
| Versenyző                                  | Versenyszám        | Idő      | Hely.    | Idő      | Hely.    | Idő     | Helyezés |
| ------------------------------------------ | ------------------ | -------- | -------- | -------- | -------- | ------- | -------- |
| Helga Hellebrand-Wiedermann Lisa Schindler | Kajak kettes 500 m | 2:06,30  | 5.       | 2:10,00  | 2.       | 2:02,85 | 9.       |

## Kerékpározás

### Országúti kerékpározás
| Versenyző                                               | Versenyszám     | Idő              | Helyezés      |
| ------------------------------------------------------- | --------------- | ---------------- | ------------- |
| Fritz Inthaler                                          | Mezőnyverseny   | 4:31:23 (+10:46) | 70.           |
| Kurt Postl                                              | Mezőnyverseny   | 4:21:38 (+1:01)  | 42.           |
| Arnold Ruiner                                           | Mezőnyverseny   | 4:20:57 (+0:20)  | 35.           |
| Kurt Schweiger                                          | Mezőnyverseny   | nem ért célba    | nem ért célba |
| Peter Deimböck Fritz Inthaler Kurt Postl Kurt Schweiger | Csapat időfutam | 2:24:33,92       | 13.           |

### Pálya-kerékpározás
Időfutam
| Versenyző    | Versenyszám  | Idő     | Helyezés |
| ------------ | ------------ | ------- | -------- |
| Günther Kriz | Férfi egyéni | 1:12,58 | 20.      |

Üldözőverseny
| Versenyző                                             | Versenyszám  | Selejtező                                                                              | Selejtező | Selejtező | Negyeddöntő  | Negyeddöntő | Negyeddöntő | Elődöntő     | Elődöntő  | Elődöntő | Döntő        | Döntő     | Helyezés    |
| Versenyző                                             | Versenyszám  | Ellenfél Idő                                                                           | Saját idő | Hely.     | Ellenfél Idő | Saját idő   | Hely.       | Ellenfél Idő | Saját idő | Hely.    | Ellenfél Idő | Saját idő | Helyezés    |
| ----------------------------------------------------- | ------------ | -------------------------------------------------------------------------------------- | --------- | --------- | ------------ | ----------- | ----------- | ------------ | --------- | -------- | ------------ | --------- | ----------- |
| Peter Deimböck Kurt Garschal Günther Kriz Kurt Schein | Férfi csapat | Mexikó (MEX) · Jacinto Brito · Mauricio Mata · Miguel Pérez · Javier Taboada · 4:52,55 | 4:47,70   | 1.        | kiesett      | kiesett     | kiesett     | kiesett      | kiesett   | kiesett  | kiesett      | kiesett   | helyezetlen |

## Lovaglás
Díjugratás
| Versenyző    | Ló       | Versenyszám | 1. forduló    | 1. forduló    | 2. forduló | 2. forduló | Összesen    | Összesen    |
| Versenyző    | Ló       | Versenyszám | Pont          | Hely.         | Pont       | Hely.      | Pont        | Helyezés    |
| ------------ | -------- | ----------- | ------------- | ------------- | ---------- | ---------- | ----------- | ----------- |
| Eduard Budil | Feldherr | Egyéni      | nem ért célba | nem ért célba | kiesett    | kiesett    | helyezetlen | helyezetlen |

## Műugrás
Férfi
| Versenyző     | Versenyszám        | Selejtező | Selejtező | Elődöntő | Elődöntő | Elődöntő | Döntő   | Döntő   | Döntő    |
| Versenyző     | Versenyszám        | Pont      | Helyezés  | Pont     | Össz.    | Helyezés | Pont    | Össz.   | Helyezés |
| ------------- | ------------------ | --------- | --------- | -------- | -------- | -------- | ------- | ------- | -------- |
| Peter Huber   | Egyéni műugrás     | 50,46     | 19.       | kiesett  | kiesett  | kiesett  | kiesett | kiesett | kiesett  |
| Kurt Mrkwicka | Egyéni műugrás     | 53,12     | 11.       | 37,61    | 90,73    | 15.      | kiesett | kiesett | kiesett  |
| Kurt Mrkwicka | Egyéni toronyugrás | 55,13     | 3.        | 36,24    | 91,37    | 9.       | kiesett | kiesett | kiesett  |

## Ökölvívás
| Versenyző      | Versenyszám  | Selejtező         | 32-es főtábla               | Nyolcaddöntő                | Negyeddöntő       | Elődöntő          | Döntő             | Helyezés |
| Versenyző      | Versenyszám  | Ellenfél Eredmény | Ellenfél Eredmény           | Ellenfél Eredmény           | Ellenfél Eredmény | Ellenfél Eredmény | Ellenfél Eredmény | Helyezés |
| -------------- | ------------ | ----------------- | --------------------------- | --------------------------- | ----------------- | ----------------- | ----------------- | -------- |
| Peter Weiss    | Harmatsúly   | erőnyerő          | Oei Hok Tiang (INA) · 5-0   | Alfonso Carbajo (ESP) · 1-4 | kiesett           | kiesett           | kiesett           | 9.       |
| Josef Grumser  | Könnyűsúly   | erőnyerő          | Salah Shokweir (RAU) · 1-4  | kiesett                     | kiesett           | kiesett           | kiesett           | 17.      |
| Rupert König   | Kisváltósúly | erőnyerő          | Bohumil Němeček (TCH) · 2-3 | kiesett                     | kiesett           | kiesett           | kiesett           | 17.      |
| Franz Koschina | Váltósúly    | erőnyerő          | Max Meier (SUI) · RSC       | kiesett                     | kiesett           | kiesett           | kiesett           | 17.      |
| Egon Rusch     | Középsúly    |                   | Frik van Rooyen (RSA) · 0-5 | kiesett                     | kiesett           | kiesett           | kiesett           | 17.      |

## Öttusa
| Versenyző                                      | Versenyszám | Lovaglás | Lovaglás | Lovaglás | Lovaglás | Vívás    | Vívás | Vívás | Lövészet | Lövészet | Lövészet | Úszás  | Úszás | Úszás | Futás   | Futás | Futás | Összesen    | Összesen |
| Versenyző                                      | Versenyszám | Idő      | Bünt.    | Pont     | Hely.    | Eredmény | Pont  | Hely. | Pontszám | Pont     | Hely.    | Idő    | Pont  | Hely. | Idő     | Pont  | Hely. | Összes pont | Helyezés |
| ---------------------------------------------- | ----------- | -------- | -------- | -------- | -------- | -------- | ----- | ----- | -------- | -------- | -------- | ------ | ----- | ----- | ------- | ----- | ----- | ----------- | -------- |
| Frank Battig                                   | Egyéni      | 9:17,0   | 0        | 949      | 40.      | 32–25    | 747   | 19.   | 179      | 680      | 41.      | 5:00,0 | 700   | 48.   | 15:57,0 | 829   | 42.   | 3905        | 39.      |
| Udo Birnbaum                                   | Egyéni      | 8:30,0   | 80       | 1010     | 30.      | 34–23    | 793   | 12.   | 177      | 640      | 44.      | 4:54,0 | 730   | 45.   | 15:56,0 | 832   | 41.   | 4005        | 37.      |
| Peter Lichtner-Hoyer                           | Egyéni      | 8:19,0   | 0        | 1123     | 11.      | 28–29    | 655   | 30.   | 185      | 800      | 28.      | 4:50,3 | 750   | 42.   | 14:55,5 | 1015  | 25.   | 4343        | 25.      |
| Frank Battig Udo Birnbaum Peter Lichtner-Hoyer | Csapat      |          |          | 3082     | 7.       |          | 2048  | 7.    |          | 2120     | 11.      |        | 2180  | 16.   |         | 2676  | 13.   | 12106       | 12.      |

## Sportlövészet
Férfi
| Versenyző            | Versenyszám                    | Selejtező | Selejtező | Selejtező | Döntő   | Döntő    |
| Versenyző            | Versenyszám                    | Csoport   | Pont      | Helyezés  | Pont    | Helyezés |
| -------------------- | ------------------------------ | --------- | --------- | --------- | ------- | -------- |
| Josef Fröwis         | Sportpuska, fekvő              | A         | 378       | 31.       | kiesett | =57.     |
| Josef Fröwis         | Sportpuska, összetett          | A         | 551       | 12.       | 1134    | 9.       |
| Hubert Hammerer      | Sportpuska, összetett          | B         | 562       | 3.        | 1132    | 11.      |
| Hubert Hammerer      | Szabadpuska, összetett (300 m) | A         | 567       | 2.        | 1129    |          |
| Wilhelm Sachsenmaier | Szabadpuska, összetett (300 m) | B         | 561       | 6.        | 1098    | 16.      |
| Wilhelm Sachsenmaier | Sportpuska, fekvő              | B         | 382       | 19.       | 572     | 42.      |
| Franz Sarnitz        | Trap                           |           | 86        | =31.      | 172     | 28.      |
| Laszlo Szapáry       | Trap                           |           | 89        | =17.      | 182     | =10.     |

## Súlyemelés
| Versenyző         | Versenyszám | Nyomás   | Nyomás   | Szakítás | Szakítás | Lökés    | Lökés    | Összesen | Helyezés |
| Versenyző         | Versenyszám | Eredmény | Helyezés | Eredmény | Helyezés | Eredmény | Helyezés | Összesen | Helyezés |
| ----------------- | ----------- | -------- | -------- | -------- | -------- | -------- | -------- | -------- | -------- |
| Hermann Dodojacek | 60 kg       | 87,5     | =21.     | 92,5     | =15.     | 115,0    | =17.     | 295,0    | 16.      |
| Walter Legel      | 60 kg       | 80,0     | =24.     | 87,5     | 19.      | 115,0    | =17.     | 282,5    | 20.      |
| Josef Tauchner    | 67,5 kg     | 102,5    | =21.     | 102,5    | =17.     | 135,0    | =13.     | 340,0    | 16.      |
| Kurt Herbst       | 90 kg       | 117,5    | 18.      | 115,0    | =16.     | 145,0    | =16.     | 377,5    | 17.      |

## Torna
Férfi
| Versenyző                                                                    | Versenyszám      | Selejtező | Selejtező | Döntő    | Döntő    |
| Versenyző                                                                    | Versenyszám      | Pontszám  | Helyezés  | Pontszám | Helyezés |
| ---------------------------------------------------------------------------- | ---------------- | --------- | --------- | -------- | -------- |
| Anton Hertl                                                                  | Talaj            | 17,00     | =99.      | kiesett  | kiesett  |
| Anton Hertl                                                                  | Ugrás            | 16,50     | 113.      | kiesett  | kiesett  |
| Anton Hertl                                                                  | Korlát           | 15,50     | =113.     | kiesett  | kiesett  |
| Anton Hertl                                                                  | Nyújtó           | 16,75     | 101.      | kiesett  | kiesett  |
| Anton Hertl                                                                  | Gyűrű            | 7,50      | =128.     | kiesett  | kiesett  |
| Anton Hertl                                                                  | Lólengés         | 6,70      | 128.      | kiesett  | kiesett  |
| Anton Hertl                                                                  | Egyéni összetett |           |           | 79,95    | 122.     |
| Gerhard Huber                                                                | Talaj            | 16,30     | 116.      | kiesett  | kiesett  |
| Gerhard Huber                                                                | Ugrás            | 17,10     | =102.     | kiesett  | kiesett  |
| Gerhard Huber                                                                | Korlát           | 16,10     | =107.     | kiesett  | kiesett  |
| Gerhard Huber                                                                | Nyújtó           | 15,65     | =110.     | kiesett  | kiesett  |
| Gerhard Huber                                                                | Gyűrű            | 17,15     | 101.      | kiesett  | kiesett  |
| Gerhard Huber                                                                | Lólengés         | 16,35     | =100.     | kiesett  | kiesett  |
| Gerhard Huber                                                                | Egyéni összetett |           |           | 98,65    | 111.     |
| Willi Kafel                                                                  | Talaj            | 17,55     | =86.      | kiesett  | kiesett  |
| Willi Kafel                                                                  | Ugrás            | 17,75     | =69.      | kiesett  | kiesett  |
| Willi Kafel                                                                  | Korlát           | 14,45     | 120.      | kiesett  | kiesett  |
| Willi Kafel                                                                  | Nyújtó           | 17,40     | =93.      | kiesett  | kiesett  |
| Willi Kafel                                                                  | Gyűrű            | 16,70     | =111.     | kiesett  | kiesett  |
| Willi Kafel                                                                  | Lólengés         | 16,75     | =92.      | kiesett  | kiesett  |
| Willi Kafel                                                                  | Egyéni összetett |           |           | 100,60   | 104.     |
| Hermann Klien                                                                | Talaj            | 16,85     | 102.      | kiesett  | kiesett  |
| Hermann Klien                                                                | Ugrás            | 16,90     | =106.     | kiesett  | kiesett  |
| Hermann Klien                                                                | Korlát           | 17,85     | =74.      | kiesett  | kiesett  |
| Hermann Klien                                                                | Nyújtó           | 17,50     | 90.       | kiesett  | kiesett  |
| Hermann Klien                                                                | Gyűrű            | 16,80     | =107.     | kiesett  | kiesett  |
| Hermann Klien                                                                | Lólengés         | 17,60     | =78.      | kiesett  | kiesett  |
| Hermann Klien                                                                | Egyéni összetett |           |           | 103,50   | 94.      |
| Johann König                                                                 | Talaj            | 17,10     | 98.       | kiesett  | kiesett  |
| Johann König                                                                 | Ugrás            | 17,45     | =93.      | kiesett  | kiesett  |
| Johann König                                                                 | Korlát           | 17,05     | =99.      | kiesett  | kiesett  |
| Johann König                                                                 | Nyújtó           | 18,25     | =56.      | kiesett  | kiesett  |
| Johann König                                                                 | Gyűrű            | 17,20     | 100.      | kiesett  | kiesett  |
| Johann König                                                                 | Lólengés         | 17,30     | =83.      | kiesett  | kiesett  |
| Johann König                                                                 | Egyéni összetett |           |           | 104,35   | 90.      |
| Hans Sauter                                                                  | Talaj            | 17,00     | =99.      | kiesett  | kiesett  |
| Hans Sauter                                                                  | Ugrás            | 17,70     | =73.      | kiesett  | kiesett  |
| Hans Sauter                                                                  | Korlát           | 17,65     | =83.      | kiesett  | kiesett  |
| Hans Sauter                                                                  | Nyújtó           | 17,95     | =72.      | kiesett  | kiesett  |
| Hans Sauter                                                                  | Gyűrű            | 17,90     | =79.      | kiesett  | kiesett  |
| Hans Sauter                                                                  | Lólengés         | 17,90     | =65.      | kiesett  | kiesett  |
| Hans Sauter                                                                  | Egyéni összetett |           |           | 106,10   | 79.      |
| Anton Hertl Gerhard Huber Willi Kafel Hermann Klien Johann König Hans Sauter | Csapat összetett |           |           | 517,25   | 16.      |

Női
| Versenyző                                                                                         | Versenyszám      | Selejtező | Selejtező | Döntő    | Döntő    |
| Versenyző                                                                                         | Versenyszám      | Pontszám  | Helyezés  | Pontszám | Helyezés |
| ------------------------------------------------------------------------------------------------- | ---------------- | --------- | --------- | -------- | -------- |
| Waltraud Benesch                                                                                  | Talaj            | 16,766    | =95.      | kiesett  | kiesett  |
| Waltraud Benesch                                                                                  | Ugrás            | 16,366    | 89.       | kiesett  | kiesett  |
| Waltraud Benesch                                                                                  | Felemás korlát   | 17,500    | 74.       | kiesett  | kiesett  |
| Waltraud Benesch                                                                                  | Gerenda          | 16,866    | 79.       | kiesett  | kiesett  |
| Waltraud Benesch                                                                                  | Egyéni összetett |           |           | 67,498   | 83.      |
| Erika Bogovic                                                                                     | Talaj            | 15,399    | 111.      | kiesett  | kiesett  |
| Erika Bogovic                                                                                     | Ugrás            | 14,766    | =110.     | kiesett  | kiesett  |
| Erika Bogovic                                                                                     | Felemás korlát   | 16,466    | =98.      | kiesett  | kiesett  |
| Erika Bogovic                                                                                     | Gerenda          | 16,033    | 89.       | kiesett  | kiesett  |
| Erika Bogovic                                                                                     | Egyéni összetett |           |           | 62,664   | 101.     |
| Anni Cermak                                                                                       | Talaj            | 15,533    | =108.     | kiesett  | kiesett  |
| Anni Cermak                                                                                       | Ugrás            | 16,066    | =94.      | kiesett  | kiesett  |
| Anni Cermak                                                                                       | Felemás korlát   | 16,366    | 100.      | kiesett  | kiesett  |
| Anni Cermak                                                                                       | Gerenda          | 14,516    | 112.      | kiesett  | kiesett  |
| Anni Cermak                                                                                       | Egyéni összetett |           |           | 62,481   | 102.     |
| Elfriede Hirnschall                                                                               | Talaj            | 17,733    | =80.      | kiesett  | kiesett  |
| Elfriede Hirnschall                                                                               | Ugrás            | 14,200    | 118.      | kiesett  | kiesett  |
| Elfriede Hirnschall                                                                               | Felemás korlát   | 16,532    | 97.       | kiesett  | kiesett  |
| Elfriede Hirnschall                                                                               | Gerenda          | 17,466    | =55.      | kiesett  | kiesett  |
| Elfriede Hirnschall                                                                               | Egyéni összetett |           |           | 65,931   | 94.      |
| Henriette Parzer                                                                                  | Talaj            | 16,899    | 94.       | kiesett  | kiesett  |
| Henriette Parzer                                                                                  | Ugrás            | 17,266    | =65.      | kiesett  | kiesett  |
| Henriette Parzer                                                                                  | Felemás korlát   | 16,966    | =91.      | kiesett  | kiesett  |
| Henriette Parzer                                                                                  | Gerenda          | 15,399    | 97.       | kiesett  | kiesett  |
| Henriette Parzer                                                                                  | Egyéni összetett |           |           | 66,530   | 91.      |
| Hildegard Reitter                                                                                 | Talaj            | 7,900     | 124.      | kiesett  | kiesett  |
| Hildegard Reitter                                                                                 | Ugrás            | 7,000     | 123.      | kiesett  | kiesett  |
| Hildegard Reitter                                                                                 | Felemás korlát   | 8,100     | 124.      | kiesett  | kiesett  |
| Hildegard Reitter                                                                                 | Gerenda          | 7,800     | 123.      | kiesett  | kiesett  |
| Hildegard Reitter                                                                                 | Egyéni összetett |           |           | 30,800   | 124.     |
| Waltraud Benesch Erika Bogovic Anni Cermak Elfriede Hirnschall Henriette Parzer Hildegard Reitter | Csapat összetett |           |           | 326,038  | 15.      |

## Úszás
Férfi
| Versenyző      | Versenyszám | Előfutam | Előfutam | Előfutam | Elődöntő | Elődöntő | Elődöntő | Döntő   | Döntő    |
| Versenyző      | Versenyszám | Idő      | Hely.    | Össz.    | Idő      | Hely.    | Össz.    | Idő     | Helyezés |
| -------------- | ----------- | -------- | -------- | -------- | -------- | -------- | -------- | ------- | -------- |
| Gert Kölli     | 100 m gyors | 58,3     | 4.       | 25.*     | kiesett  | kiesett  | kiesett  | kiesett | kiesett  |
| Helmut Ilk     | 400 m gyors | 4:58,1   | 5.       | 35.      |          |          |          | kiesett | kiesett  |
| Friedrich Suda | 100 m hát   | 1:06,0   | 5.       | 23.*     | kiesett  | kiesett  | kiesett  | kiesett | kiesett  |
| Gerald Brauner | 200 m mell  | kizárták | kizárták | kizárták | kiesett  | kiesett  | kiesett  | kiesett | kiesett  |

Női
| Versenyző             | Versenyszám    | Előfutam | Előfutam | Előfutam | Elődöntő | Elődöntő | Elődöntő | Döntő   | Döntő    |
| Versenyző             | Versenyszám    | Idő      | Hely.    | Össz.    | Idő      | Hely.    | Össz.    | Idő     | Helyezés |
| --------------------- | -------------- | -------- | -------- | -------- | -------- | -------- | -------- | ------- | -------- |
| Nora Novotny          | 100 m gyors    | 1:07,4   | 5.       | 21.      | kiesett  | kiesett  | kiesett  | kiesett | kiesett  |
| Sigrid Müller         | 400 m gyors    | 5:25,1   | 7.       | 19.      |          |          |          | kiesett | kiesett  |
| Lore Trittner         | 100 m hát      | 1:20,8   | 7.       | 28.      |          |          |          | kiesett | kiesett  |
| Christine Filippovits | 200 m mell     | 3:02,6   | 5.       | 20.      |          |          |          | kiesett | kiesett  |
| Christl Wöber         | 200 m mell     | 3:09,3   | 7.       | 25.      |          |          |          | kiesett | kiesett  |
| Hannelore Janele      | 100 m pillangó | 1:18,4   | 6.       | 20.*     |          |          |          | kiesett | kiesett  |

* - egy másik versenyzővel azonos időt ért el

## Vitorlázás
Nyílt
| Versenyző                                  | Versenyszám     | Futam | Futam | Futam | Futam | Futam | Futam | Futam | Pontszám | Helyezés |
| Versenyző                                  | Versenyszám     | 1     | 2     | 3     | 4     | 5     | 6     | 7     | Pontszám | Helyezés |
| ------------------------------------------ | --------------- | ----- | ----- | ----- | ----- | ----- | ----- | ----- | -------- | -------- |
| Hans-Peter Fürst                           | Finn dingi      | 366   | 566   | 531   | 1043  | 604   | 303   | (198) | 3413     | 17.      |
| Franz Eisl Harald von Musil                | Csillaghajó     | 370   | 516   | 340   | 562   | 215   | (101) | 237   | 2240     | 15.      |
| Carl Auteried Harald Fereberger            | Repülő hollandi | 478   | 212   | 689   | 362   | 551   | (101) | 689   | 2981     | 17.      |
| Gerhard Huska Gotfrid Köchert Erich Moritz | 5,5 méteres     | 477   | 338   | 176   | 234   | (101) | 101   | 338   | 1664     | 17.      |

## Vívás
Férfi
| Versenyző                                                          | Versenyszám  | Csoportkör | Csoportkör       | Csoportkör | Csoportkör | Csoportkör        | Csoportkör  | Csoportkör        | Csoportkör | Csoportkör        | Csoportkör | Helyezés    |
| Versenyző                                                          | Versenyszám  | 1. kör | 1. kör           | 2. kör | 2. kör     | Negyeddöntő       | Negyeddöntő | Elődöntő          | Elődöntő   | Döntő             | Döntő      | Helyezés    |
| Versenyző                                                          | Versenyszám  | Ellenfél Eredmény | Hely.            | Ellenfél Eredmény | Hely.      | Ellenfél Eredmény | Hely.       | Ellenfél Eredmény | Hely.      | Ellenfél Eredmény | Hely.      | Helyezés    |
| ------------------------------------------------------------------ | ------------ | --- | ---------------- | --- | ---------- | ----------------- | ----------- | ----------------- | ---------- | ----------------- | ---------- | ----------- |
| Helmuth Resch                                                      | Kard, egyéni | 10. csoport · Joaquim Rodrigues (POR) · 5-1 · Keith Hackshall (AUS) · 5-0 · Kárpáti Rudolf (HUN) · 3-5 · Marcel Van Der Auwera (BEL) · 4-5 · Rájátszás: · Marcel Van Der Auwera (BEL) · 5-3 · Joaquim Rodrigues (POR) · 5-1   | 2. Rájátszás: 1. | 3. csoport · Emeric Arus (ROU) · 5-1 · Wojciech Zabłocki (POL) · 2-5 · Walter Köstner (EUA) · 0-5 · Asen Dyakovski (BUL) · 2-5 · Jakov Rilszkij (URS) · nem vívtak | 5.         | kiesett           | kiesett     | kiesett           | kiesett    | kiesett           | kiesett    | helyezetlen |
| Günther Ulrich                                                     | Kard, egyéni | 2. csoport · Michael Sichel (AUS) · 5-3 · Pablo Ordejón (ESP) · 5-2 · Abderrahman Sebti (MAR) · 5-1 · Wladimiro Calarese (ITA) · 1-5 · Nugzar Aszatiani (URS) · nem vívtak                                                    | 3.               | 1. csoport · Claude Arabo (FRA) · 0-5 · Horváth Zoltán (HUN) · 1-5 · Michael D'Asaro Sr. (USA) · 1-5 · Ladislau Rohony (ROU) · 4-5 · Juan Paladino (URU) · 4-5     | 6.         | kiesett           | kiesett     | kiesett           | kiesett    | kiesett           | kiesett    | helyezetlen |
| Josef Wanetschek                                                   | Kard, egyéni | 4. csoport · César de Diego (ESP) · 5-1 · Luis García (VEN) · 5-1 · Jerzy Pawłowski (POL) · 3-5 · José Van Baelen (BEL) · 4-5 · Benito Ramos (MEX) · 3-5 · Rájátszás: · César de Diego (ESP) · 5-3 · Benito Ramos (MEX) · 5-3 | 3. Rájátszás: 1. | 6. csoport · Pierluigi Chicca (ITA) · 5-3 · Ryszard Zub (POL) · 3-5 · David Tisler (URS) · 3-5 · Allan Kwartler (USA) · 4-5 · Marcel Van Der Auwera (BEL) · 3-5    | 6.         | kiesett           | kiesett     | kiesett           | kiesett    | kiesett           | kiesett    | helyezetlen |
| Hans Hocke Paul Kerb Helmuth Resch Günther Ulrich Josef Wanetschek | Kard, csapat | 2. csoport · Lengyelország (POL) · 3-9 · Japán (JPN) · 11-5 | 2.               | Egyesült Államok (USA) · 5-9 |            | kiesett           |             | kiesett           |            | kiesett           |            | =9.         |

Női
| Versenyző                                                  | Versenyszám | Csoportkör | Csoportkör | Csoportkör | Csoportkör       | Csoportkör | Csoportkör | Csoportkör | Csoportkör | Helyezés    |
| Versenyző                                                  | Versenyszám | 1. kör | 1. kör     | Negyeddöntő | Negyeddöntő      | Elődöntő | Elődöntő   | Döntő | Döntő      | Helyezés    |
| Versenyző                                                  | Versenyszám | Ellenfél Eredmény | Hely.      | Ellenfél Eredmény | Hely.            | Ellenfél Eredmény | Hely.      | Ellenfél Eredmény | Hely.      | Helyezés    |
| ---------------------------------------------------------- | ----------- | --- | ---------- | --- | ---------------- | --- | ---------- | --- | ---------- | ----------- |
| Traudl Ebert                                               | Tőr, egyéni | 3. csoport · Christina Lagerwall (SWE) · 4-2 · Rosemarie Scherberger (EUA) · 4-1 · Claude Wallet (BEL) · 4-3 · Norma Santini (VEN) · 4-1 · Johanna Winter (AUS) · 4-1 · Bruna Colombetti (ITA) · nem vívtak       | 1.         | 4. csoport · Alekszandra Zabelina (URS) · 4-3 · Irene Camber (ITA) · 4-3 · Régine Veronnet (FRA) · 4-0 · Nyári Magda (HUN) · 0-4 · Heidi Schmid (EUA) · 1-4 · Christina Lagerwall (SWE) · 2-4 · Rájátszás: · Alekszandra Zabelina (URS) · 4-2                      | 3.               | 2. csoport · Galina Gorohova (URS) · 4-3 · Catherine Delbarre (FRA) · 4-3 · Rejtő Ildikó (HUN) · 4-0 · Pilar Roldán (MEX) · 2-4 · Maria Vicol (ROU) · 3-4 | 3.         | Döntő csoport · Elżbieta Pawlas (POL) · 4-3 · Heidi Schmid (EUA) · 0-4 · Valentyina Rasztvorova (URS) · 0-4 · Maria Vicol (ROU) · 3-4 · Galina Gorohova (URS) · 2-4 · Szabó Orbán Olga (ROU) · 2-4 · Pilar Roldán (MEX) · 3-4 | 8.         | 8.          |
| Helga Gnauer                                               | Tőr, egyéni | 4. csoport · Margaret Stafford (GBR) · 4-2 · Ingrid Sander (VEN) · 4-3 · Elżbieta Pawlas (POL) · 3-4 · Irene Camber (ITA) · 1-4 · Monique Leroux (FRA) · 2-4                                                      | 5.         | kiesett | kiesett          | kiesett | kiesett    | kiesett | kiesett    | helyezetlen |
| Maria Grötzer                                              | Tőr, egyéni | 2. csoport · Janice-Lee York-Romary (USA) · 4-2 · Marjatta Moulin (FIN) · 4-3 · Belkis Leal (VEN) · 4-1 · Sylwia Julito (POL) · 1-4 · Dömölky Lídia (HUN) · 3-4 · Rájátszás: · Janice-Lee York-Romary (USA) · 4-1 | 3.         | 2. csoport · Galina Gorohova (URS) · 4-3 · Bruna Colombetti (ITA) · 4-3 · Monique Leroux (FRA) · 4-3 · Szabó Orbán Olga (ROU) · 3-4 · Pilar Roldán (MEX) · 0-4 · Helga Mees (EUA) · 2-4 · Rájátszás: · Galina Gorohova (URS) · 2-4 · Helga Mees (EUA) · nem vívtak | 5. Rájátszás: 2. | kiesett | kiesett    | kiesett | kiesett    | helyezetlen |
| Traudl Ebert Helga Gnauer Maria Grötzer Waltraut Peck-Repa | Tőr, csapat | 3. csoport · Egyesült Német Csapat (EUA) · 6-10 · Hollandia (NED) · 6-10 | 3.         | kiesett |                  | kiesett |            | kiesett |            | =9.         |